# Saga Goungou
Saga Goungou (auch: Saga Gongou) ist ein Stadtviertel (französisch: quartier) im Arrondissement Niamey IV der Stadt Niamey in Niger.

## Geographie
Saga Goungou liegt im Süden des urbanen Gemeindegebiets von Niamey am Fluss Niger. Das Stadtviertel ist Teil des historischen Zentrums der Ortschaft Saga.

## Geschichte
Saga Goungou wurde der lokalen Chronik zufolge Ende des 16. Jahrhunderts als eines der vier ältesten Viertel von Saga gegründet. Die drei anderen sind Saga Fondobon, Saga Gassia Kouara und Saga Sambou Koira. Als Gründer von Saga Goungou gilt Mali Moussa, ein Sohn des Gründers von Saga, Moussa Zarmakoye.

## Bevölkerung
Bei der Volkszählung 2012 hatte Saga Goungou 6327 Einwohner, die in 958 Haushalten lebten. Bei der Volkszählung 2001 betrug die Einwohnerzahl 2390 in 369 Haushalten und bei der Volkszählung 1988 belief sich die Einwohnerzahl auf 3338 in 479 Haushalten.